# Kenneth Gonçalves
Kenneth Carlos Gonçalves (16 de noviembre de 1940-8 de diciembre de 1982) fue un abogado y político surinamés. Fue una de las víctimas de los Asesinatos de Diciembre.

## Biografía
Gonçalves nació en Paramaribo el 16 de noviembre de 1940. Era un adolescente difícil, por lo que sus padres tuvieron que sacarlo de la escuela secundaria. Siguiendo el consejo de los frailes, lo enviaron a estudiar a los Países Bajos. En mayo de 1960, Gonçalves se graduó en el gimnasio de La Haya y comenzó a estudiar derecho. El 14 de junio de 1962 en Groninga, defendió su licenciatura en derecho. El 30 de junio de 1966, defendió su título en el campo de la ley constitucional holandesa, el derecho penal y el proceso en Ámsterdam. En 1961, se comprometió con su primera esposa, con quien se casó el 14 de abril de 1966.
Después de completar su educación, Gonçalves trabajó desde 1966 hasta 1968 en el Instituto Internacional de Estudios Sociales en La Haya, y luego en el gabinete del ministro autorizado de Surinam. Sin poder hacer una carrera como abogado en los Países Bajos, regresó a su tierra natal con su esposa en 1966, donde el primer ministro Johan Adolf Pengel lo nombró subdirector del Departamento de Asuntos Generales en 1969. Gonçalves continuó trabajando durante la administración del siguiente primer ministro, Jules Sedney. En 1971, finalmente ejerció la abogacía en Paramaribo y fue reconocido como un experto en el campo del derecho constitucional. Su primera esposa decidió regresar a los Países Bajos, y el 15 de abril de 1977 se divorciaron. El 25 de agosto de 1977, Gonçalves se casó con su segunda esposa Lilian Ho Kang You, una abogada. De este matrimonio tuvo una hija. Poco después, fue nombrado decano de la asociación de abogados.
Gonçalves anunció públicamente su no aceptación al golpe militar perpetrado en Surinam en 1980, liderado por Desi Bouterse y conocido como El golpe de los sargentos. Como decano del colegio de abogados, escribió varias cartas abiertas al comandante del ejército Dési Bouterse, expresando su preocupación por los acontecimientos que tenían lugar en el país. Gonçalves intentó defender la independencia del sistema judicial, que fue seriamente dañada por el régimen militar. En 1982, un intento de derrocar al gobierno militar fracasó en Surinam. El contragolpe fue organizado por los soldados Surendre Rambocus y Jiwansingh Sheombar. Cuando fueron arrestados, Gonçalves acordó representar sus intereses en la corte.
En una de sus últimas cartas abiertas, que se publicó en la prensa el 2 de noviembre de 1982, abogó por la restauración del estado de derecho y la democracia en Surinam. El 8 de diciembre de 1982, por sus críticas al gobierno militar, Gonçalves, junto con otras catorce personalidades opositoras, fue capturado por los militares y encarcelado en el Fuerte Zeelandia, donde fue brutalmente torturado y asesinado. Pocas horas después del asesinato, su cuerpo fue entregado a un camión del ejército por un camión militar en una clínica universitaria en Paramaribo. Según la segunda esposa de Gonçalves y otros testigos, incluida la hermana del asesinado Surendre Rambocus, Nirmala Rambocus, Gonçalves fue golpeado brutalmente y tenía la nariz rota. El 13 de diciembre de 1982, fue enterrado en el cementerio católico de Paramaribo. El gobierno militar prohibió los discursos públicos en el funeral. Solo el 30 de noviembre de 2007, los autores del asesinato de Gonçalves comparecieron ante los tribunales.